# Carlo Alberto dalla Chiesa
Carlo Alberto dalla Chiesa, italijanski general, * 27. september 1920, † 3. september 1982.